# Буравков, Александр Анатольевич
Александр Анатольевич Буравков (укр. Буравков Олександр Анатолійович) — бригадный генерал Национальной гвардии Украины, начальник Западного оперативно-территориального объединения Национальной гвардии Украины, участник российско-украинской войны.

## Биография
В 2019-2022 годах был командиром 3-й бригады оперативного назначения Национальной гвардии Украины.
В начале 2022 года стал начальником Западного территориального объединения Национальной гвардии Украины

## Воинские звания
- Полковник
- Бригадный генерал (24.08.2022)[3].

## Награды
- Орден Богдана Хмельницкого III степени (2022) — за личное мужество и самоотверженные действия, проявленные в защите государственного суверенитета и территориальной целостности Украины, верность военной присяге, образцовое выполнение служебного долга[4]